# Gyeongju
Gyeongju (koreansk:경주시; hanja:慶州市) er en by, og populær turistmål, i Sydkorea. Byen ligger i Nordgyeongsang provins, på sydøst kysten ved den Japanske Hav. Vigtige nabobyer er Ulsan og Pohang. Befolkningstalet er ca. 280.000. Gyeongju var Silla kongerigets hovedstad fra 7. århundrede til 9. århundrede. Mange vigtige arkæologiske og historiske stedder fra denne tid forbliver i dag. Efter kongerigets fald blev Gyeongju mindre og mindre vigtig. Gyeongjus historiske område er en af UNESCO's Verdensarve.
35°51′00″N 129°13′00″Ø / 35.85°N 129.2167°Ø